# Dobl-Zwaring
Dobl-Zwaring är en kommun i Österrike. Den ligger i distriktet Graz-Umgebung i förbundslandet Steiermark.
Kommunen bildades vid en kommunreform i Steiermark 2015 genom en sammanslagning av kommunerna Dobl och Zwaring-Pöls.
Den består av elva orter/ortsdelar (Ortschaften) (inom parentes invånarantal 1 januari 2024):

- Dietersdorf (304)
- Dobl (876)
- Fading (217)
- Lamberg (112)
- Muttendorf (781)
- Petzendorf (102)
- Pöls an der Wieserbahn (162)
- Steindorf (193)
- Weinzettl (386)
- Wuschan (207)
- Zwaring (427)